# Saadcore
Saadcore è il secondo album da solista del rapper tedesco Baba Saad, pubblicato nel 2008 dall'etichetta discografica ersguterjunge.

## Tracce
CD 1
1. Intro – 1:27
2. Straßenpolitik – 3:33
3. Drei (feat.Bushido & D-Bo) – 3:52
4. Der Smog – 2:51
5. Hier geht es nicht um dich – 2:53
6. Alles wegen dir – 3:39
7. Regen (feat. Bushido) – 3:35
8. Skit – 0:55
9. Das Leben ist so – 3:40
10. Beirut – 3:30
11. Ich schieß – 3:38
12. La Familia (feat. Bushido & Kay One) – 3:32
13. Saad Capone – 2:29
14. Manchmal – 3:46
15. Jamila – 3:22
16. Yayo – 3:14
17. Kopf durch die Wand (feat. Joka) – 3:58
18. Zeig mir deine Freunde (feat. Ado) – 4:28
19. Outro – 1:34

CD 2
1. Es wird zeit – 3:08
2. Was kann ich dafür ? – 3:06
3. Air Force One (feat. Nyze) – 2:24
4. Was willst du machen ? (feat. Bizzy Montana) – 3:13
5. Hasta La Vista – 3:09
6. Das Leben ist so "Remix" – 4:26